# Krucha Szczelina (Tatry)
Krucha Szczelina (Problem z Wajchą, K-17) – jaskinia, a właściwie schronisko, w Dolinie Miętusiej w Tatrach Zachodnich. Wejście do niej znajduje się w u podnóża Twardej Ściany nad Wielką Świstówką, w pobliżu Jasiowej Dziury, na wysokości 1674,1 metrów n.p.m. Długość jaskini wynosi 4,5 metrów, a jej deniwelacja 2,4 metrów.

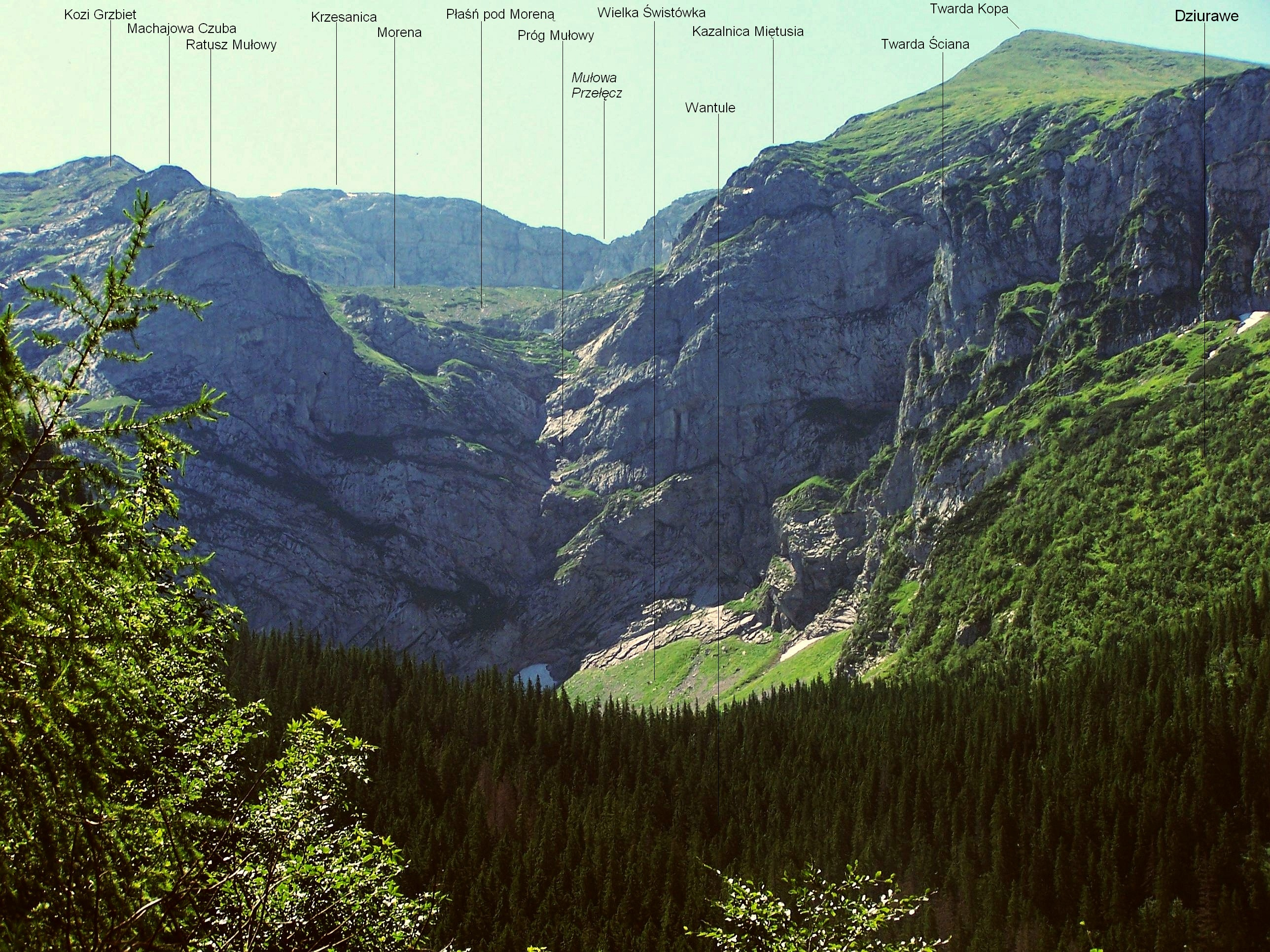
Na prawo Twarda Ściana

## Opis jaskini
Jaskinię stanowi niski, idący w dół korytarzyk, który na końcu rozszerza się. Trzy metry od otworu w korytarzyku znajduje się zacisk utworzony przez dużą wantę.

## Przyroda
W jaskini brak jest nacieków. Ściany są wilgotne, do zacisku rosną na nich rośliny zielone i mchy.

## Historia odkryć
Jaskinię prawdopodobnie po raz pierwszy zbadano w 1971 roku. Jej plan i opis sporządził R.M. Kardaś przy pomocy H. Hercman w 1979 roku.